# Bobsleigh aux Jeux olympiques de la jeunesse d'hiver de 2024
Navigation
2020 2028
Les deux épreuves de bobsleigh aux Jeux olympiques de la jeunesse d'hiver de 2024 ont lieu le 22 et 23 janvier 2024 au Centre de glisse d'Alpensia à Pyeongchang en Corée du Sud. C'est la même piste de bobsleigh utilisé pour les Jeux olympiques d'hiver de 2018.

## Qualifications
Chaque comité peut qualifier au maximum trois athlètes par sexe. Pour être éligibles, les participants doivent être nés entre le 1er janvier 2006 et le 31 décembre 2009
L'attribution des places de quota est basée sur le total des points accumulés par chaque athlète au classement des jeunes IBSF au cours des saisons 2022/23 et 2023/24. Les épreuves de qualification comprennent douze courses sur un minimum de quatre pistes différentes ; seuls les huit meilleurs résultats de ces douze courses réalisés par les athlètes seront pris en compte.
Les CNO et le CNO hôte ont droit à une allocation de quota pour leur athlète le mieux classé selon le classement publié le 10 décembre 2023, jusqu'à ce que le maximum de 18 quotas par sexe soit rempli. Dans le cas où il resterait des quotas non distribué, les CNO peuvent envoyé leur deuxième compétiteurs le meilleur classé. Idem pour un troisième tour s'il reste toutefois des places.
| 1 athlète  | Corée du Sud Chine Pologne Thaïlande Tunisie Autriche France Canada Grande-Bretagne |
| 2 athlètes | Roumanie États-Unis Brésil                                                          |
| 3 athlètes | Allemagne                                                                           |

| 1 athlète  | Danemark États-Unis Thaïlande Corée du Sud Canada Jamaïque |
| 2 athlètes | Roumanie Lettonie Tunisie                                  |

## Résultats
| Épreuve          | Or          | Or      | Argent           | Argent  | Bronze        | Bronze  |
| ---------------- | ----------- | ------- | ---------------- | ------- | ------------- | ------- |
| Monobob masculin | So Jae-hwan | 1:48.63 | Jonathan Lourimi | 1:49.96 | Chi Xiangyu   | 1:50.18 |
| Monobob féminin  | Maja Voigt  | 1:53.31 | Agnese Campeol   | 1:54.17 | Mihaela Anton | 1:54.34 |

## Tableau des médailles
| Rang  | Nation       | Or | Argent | Bronze | Total |
| ----- | ------------ | -- | ------ | ------ | ----- |
| 1     | Corée du Sud | 1  | 0      | 0      | 1     |
| 1     | Danemark     | 1  | 0      | 0      | 1     |
| 3     | Thaïlande    | 0  | 1      | 0      | 1     |
| 3     | Tunisie      | 0  | 1      | 0      | 1     |
| 5     | Chine        | 0  | 0      | 1      | 1     |
| 5     | Roumanie     | 0  | 0      | 1      | 1     |
| Total | Total        | 2  | 2      | 2      | 6     |